# Flensburger Förde
Flensburger Förde este o arie protejată (arie de protecție specială avifaunistică — SPA) din Germania întinsă pe o suprafață de 12.404 ha, din care 94 % marine.

## Localizare
Centrul sitului Flensburger Förde este situat la coordonatele 54°48′46″N 9°48′54″E / 54.8128°N 9.815°E.

## Înființare
Situl Flensburger Förde a fost declarat arie de protecție specială avifaunistică în septembrie 2004 pentru a proteja 21 de specii de animale.

## Biodiversitate
Situată în ecoregiunea continentală, aria protejată nu include niciun habitat protejat.
La baza desemnării sitului se află mai multe specii protejate de  păsări (21): ciocârlie-de-câmp (Alauda arvensis), fâsă de luncă (Anthus pratensis), Aythya marila, buha (Bubo bubo), erete de stuf (Circus aeruginosus), Clangula hyemalis, prepeliță (Coturnix coturnix), cristeiul de câmp (Crex crex), lebădă de iarnă (Cygnus cygnus), ciocănitoare neagră (Dryocopus martius), becațină comună (Gallinago gallinago), codalb (Haliaeetus albicilla), sfrâncioc roșiatic (Lanius collurio), ploier auriu (Pluvialis apricaria), cresteț pestriț (Porzana porzana), mărăcinar (Saxicola rubetra), eider (Somateria mollissima), chiră mică (Sterna albifrons), Sterna paradisaea, fluierarul cu picioare roșii (Tringa totanus), nagâț (Vanellus vanellus).